# Vojenská přehlídka v Praze (2008)

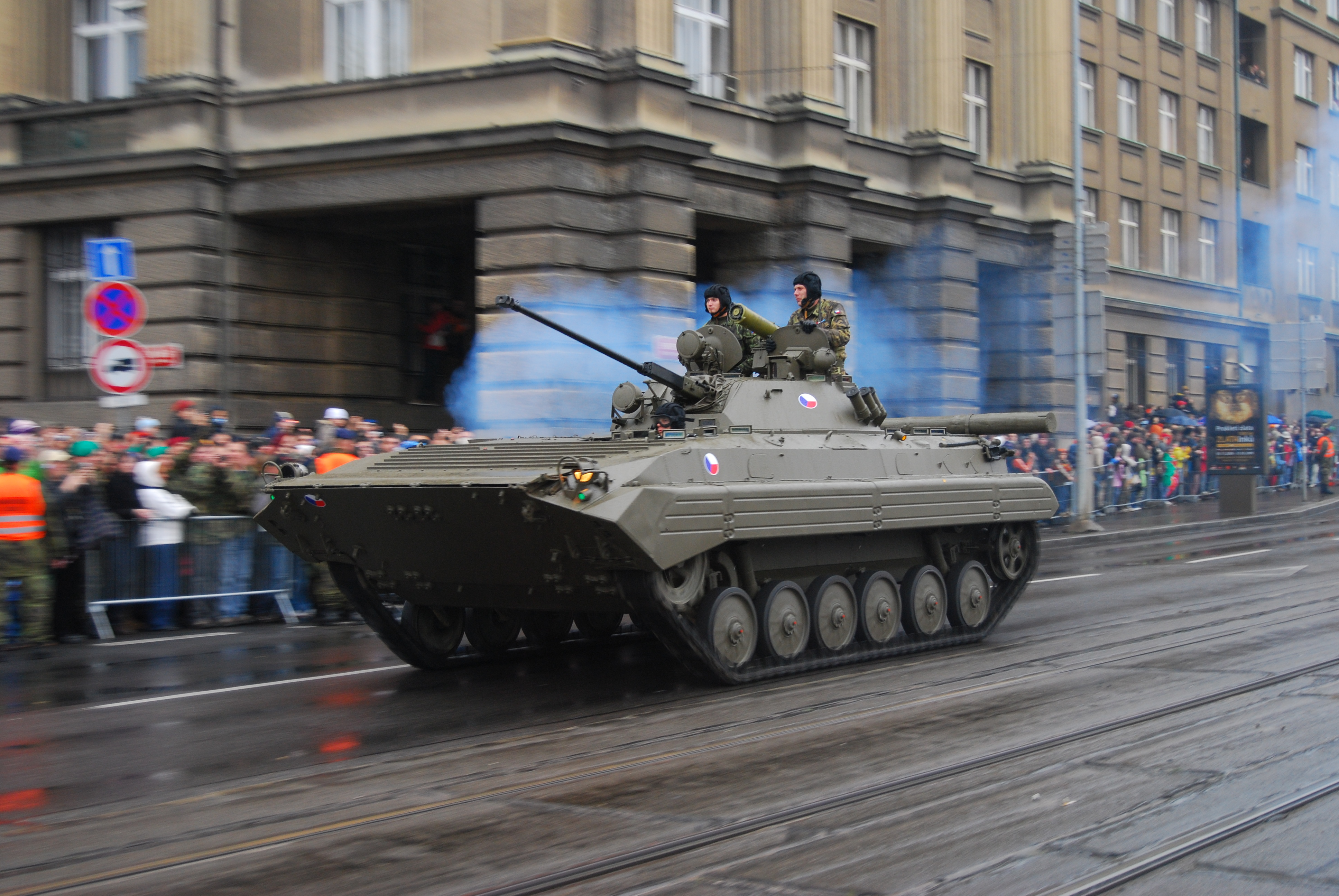
Obrněné vojenské vozidlo BVP-2 během vojenské přehlídky v Praze v roce 2008

Vojenská přehlídka u příležitosti 90. výročí vzniku samostatného československého státu se uskutečnila v úterý 28. října 2008 ve 13 hodin v Evropské ulici v Praze 6. Přehlídky se zúčastnily jednotky Armády České republiky, Hradní stráže, Policie České republiky, Hasičského záchranného sboru ČR, Městské policie hlavního města Prahy a Zdravotnické záchranné služby hlavního města Prahy.
Velitelem přehlídky byl generálmajor Jiří Halaška. Přehlídku zahájil vrchní velitel ozbrojených sil, prezident ČR Václav Klaus.
Trasa přehlídky byla dlouhá tři kilometry, akce se zúčastnilo přes 2100 lidí a 196 kusů bojové techniky. Podle armády stála přehlídka zhruba 15 milionů korun.

## Účast jednotlivých útvarů
- Armáda - 1758 osob
- Policie - 61 osob
- Hasiči - 72 osob
- Městská policie - 59 osob

### Účast letectva
Nad hlavami přítomných přelétlo 7 vrtulníků, 13 letounů včetně letounů JAS-39 Gripen, ty ale byly kvůli špatnému počasí pouze slyšet.
- A-319 CJ
- JAS-39 Gripen
- Aero L-159 Alca
- Mil Mi-17
- Mil Mi-24
- W-3A Sokol

### Pozemní technika
- Armáda - 121 kusů
- Policie - 24 kusů
- Hasiči - 28 kusů
- Záchranáři - 6 kusů
- Městská policie - 17 kusů